# Flandern-Rundfahrt 1991
Die Flandern-Rundfahrt 1991 war die 75. Austragung der Flandern-Rundfahrt, eines eintägigen Straßenradrennens. Es wurde am 7. April 1991 über eine Distanz von 261 km ausgetragen. Das Rennen wurde von Edwig Van Hooydonck vor Johan Museeuw und Rolf Sørensen gewonnen.

## Teilnehmende Mannschaften
| Buckler Lotto Ariostea R.M.O. TVM-Sanyo | Del Tongo-MG Maglificio Toshiba Panasonic-Sportlife Tonton Tapis-GB Weinmann-EVS | Carrera Jeans-Vagabond PDM-Concorde-Ultima Motorola ONCE CLAS-Cajastur | Z S.E.F.B.-Saxon-Gan La William-Saltos Telekom-Merckx Helvetia-La Suisse | Histor-Sigma Collstrop-Isoglass Tulip Computers Castorama-Raleigh Gatorade–Chateaux d’Ax |

## Ergebnis
| Rang | Fahrer              | Team                | Zeit     |
| ---- | ------------------- | ------------------- | -------- |
| 1    | Edwig Van Hooydonck | Buckler             | 7h 2' 0" |
| 2    | Johan Museeuw       | Lotto               | + 45"    |
| 3    | Rolf Sørensen       | Ariostea            | gl. Zeit |
| 4    | Rolf Gölz           | Ariostea            | gl. Zeit |
| 5    | Frans Maassen       | Buckler             | + 1' 43" |
| 6    | Marc Madiot         | RMO                 | + 1' 48" |
| 7    | Jesper Skibby       | TVM-Sanyo           | gl. Zeit |
| 8    | Franco Ballerini    | Del Tongo-MG Boys   | gl. Zeit |
| 9    | Laurent Jalabert    | Toshiba             | gl. Zeit |
| 10   | Marc Sergeant       | Panasonic-Sportlife | gl. Zeit |